# Trèves (Rhône)
Trèves ist eine französische Gemeinde im Département Rhône in der Region Auvergne-Rhône-Alpes. Sie gehört zum Arrondissement Lyon und ist Teil des Kantons Mornant (bis 2015: Kanton Condrieu). Trèves hat 723 Einwohner (Stand: 1. Januar 2022).

## Geographie
Trèves liegt etwa 26 Kilometer südsüdwestlich von Lyon an den Monts du Lyonnais. Der Gier begrenzt die Gemeinde im Norden.

### Nachbargemeinden
Umgeben wird Trèves von den Nachbargemeinden Tartaras im Norden und Nordwesten, Saint-Romain-en-Gier im Nordosten, Échalas im Osten, Les Haies im Südosten sowie Longes im Süden und Westen.

## Geschichte
Die Gemeinde wurde 1849 gegründet.

### Bevölkerungsentwicklung
| Jahr                       | 1962 | 1968 | 1975 | 1982 | 1990 | 1999 | 2006 | 2013 | 220 |
| -------------------------- | ---- | ---- | ---- | ---- | ---- | ---- | ---- | ---- | --- |
| Einwohner                  | 335  | 343  | 321  | 394  | 471  | 558  | 675  | 712  | 746 |
| Quellen: Cassini und INSEE |      |      |      |      |      |      |      |      |     |

## Verkehr
Am Nordrand der Gemeinde führt die Autoroute A47 entlang.
Die Gemeinde besaß einen Bahnhof an der Bahnstrecke Moret-Veneux-les-Sablons–Lyon-Perrache, welcher heutzutage nicht mehr bedient wird.

## Sehenswürdigkeiten
- Kirche Notre-Dame-de-l'Assomption

## Trivia
In Frankreich existieren mit Trèves (Gard) und Trèves (Maine-et-Loire) (seit 1973 Chênehutte-Trèves-Cunault) weitere Ortschaften des Namens Trèves. Außerdem ist es Trèves die französischsprachige Bezeichnung der deutschen Stadt Trier.